# Белл, Джордан
Джо́рдан Белл (англ. Jordan Bell; род. 7 января 1995 года в Лос-Анджелесе, штат Калифорния, США) — американский профессиональный баскетболист, играющий на позициях тяжёлого форварда и центрового. Был выбран на драфте НБА 2017 года под 38-м номером командой «Чикаго Буллз» и позже был обменян в «Голден Стэйт Уорриорз». Чемпион НБА 2018 года в составе «Голден Стэйт Уорриорз».

## Студенческая карьера

### Колледж
Летом 2013 года Белл поступил в Орегонский университет и присоединился к их команде.
Белл полностью пропустил сезон 2013/14, залечивая сломанную ногу. В своём дебютном сезоне Белл набирал в среднем 5,1 очка, 6,1 подбора и 2,7 блока за игру. Его 94 блока в том сезоне стали рекордом колледжа. Во втором сезоне Белл набирал в среднем 7,0 очков, 5,4 подбора и 1,8 блока за игру. В третьем сезоне Белл в среднем набирал 10,9 очка, 8,8 подбора and 2,3 блока за игру, чем помог Орегону дойти до Финала четырёх турнира NCAA 2017.
18 апреля 2017 года Белл выставил свою кандидатуру на драфт НБА 2017 года.

## Профессиональная карьера

### Голден Стэйт Уорриорз (2017—2019)
На драфте НБА 2017 года Белл был выбран под общим 38-м номером командой «Чикаго Буллз», а затем был обменян в «Голден Стэйт Уорриорз» за денежную компенсацию.
За два сезона в стане «Уорриорз» Белл стал чемпионом НБА в дебютном сезоне, где «Голден Стэйт» победил в финале «Кливленд», а также попал в финал во втором, где «Торонто Рэпторс» оказались сильнее «Голден Стэйт Уорриорз».

### Миннесота Тимбервулвз, Мемфис Гриззлис (2019—2020)
Летом 2019 года Белл стал ограниченно свободным агентом. 2 июля Белл принял предложение «Миннесоты Тимбервулвз». 11 июля Белл подписал контракт с «Миннесотой».
5 февраля 2020 года в результате четырёхсторонней сделки  с участием 12 игроков Белл оказался в «Хьюстон Рокетс». Уже на следующий день он был обменян в «Мемфис Гриззлис», за которых сыграл 2 игры. 2 марта 2020 года было объявлено, что «Гриззлис» отчислили Белла.
29 июня 2020 года «Кливленд Кавальерс» подписали с Беллом двухгодичный контракт. 22 ноября 2020 года Белл вместе с Альфонзо Маккини был отдан в «Лос-Анджелес Лейкерс» в обмен на Джавейла Макги. Однако уже на следующий день он был отчислен из «Лейкерс».

### Вашингтон Уизардс (2021)
23 января 2021 года Белл подписал десятидневный контракт с «Вашингтон Уизардс». 31 января 2021 года он был отчислен.

### Эри Бэйхокс (2021)
2 февраля 2021 года Белл подписал контракт с клубом Джи-Лиги НБА «Эри Бэйхокс», дебютировал за клуб 20 февраля 2021 года.

### Вашингтон Уизардс (2021)
14 апреля 2021 года Белл подписал второй 10-дневный контракт с «Уизардс».

### Голден Стэйт Уорриорз (2021)
13 мая 2021 года Белл подписал двусторонний контракт с командой «Голден Стэйт Уорриорз».

### Санта-Круз Уорриорз (2021)
В августе 2021 года Белл присоединился к команде «Атланта Хокс» для участия в Летней лиге НБА 2021 года, набрав 6 очков за 17 минут при 3 из 4 точных попаданиях в дебютном матче против «Бостон Селтикс». 24 сентября 2021 года Белл вновь подписал контракт с «Уорриорз», но был отчислен в волне последних подписаний перед началом регулярного сезона. В октябре 2021 года Белл присоединился к команде «Санта Круз Уорриорз».

### Чикаго Буллз (2021—2022)
30 декабря 2021 года Белл подписал 10-дневный контракт с «Чикаго Буллз», который первоначально выбрал его на драфте. Клуб воспользовался исключением из правил, которое стало доступно, когда в «Буллз» было несколько игроков, попавших под действие протоколов НБА о здоровье и безопасности.

### Возвращение в Санта-Круз (2022)
9 января 2022 года Белл был вновь приобретен командой «Санта-Круз Уорриорз».

### Форт-Уэйн Мэд Энтс (2022)
31 января 2022 года Белл был обменян в команду «Форт-Уэйн Мэд Энтс».

### Гуанчжоу Лунг Лайонс (2022—2023)
7 сентября 2022 года Белл был подписан командой «Гуанчжоу Лунг Лайонс».
28 сентября 2023 года Белл подписал контракт с командой «Индиана Пэйсерс», но через два дня был отчислен.

## Статистика

### Статистика в НБА
| Сезон                                                                                    | Команда      | Регулярный сезон | Регулярный сезон | Регулярный сезон | Регулярный сезон | Регулярный сезон | Регулярный сезон | Регулярный сезон | Регулярный сезон | Регулярный сезон | Регулярный сезон | Регулярный сезон | Серия плей-офф | Серия плей-офф | Серия плей-офф | Серия плей-офф | Серия плей-офф | Серия плей-офф | Серия плей-офф | Серия плей-офф | Серия плей-офф | Серия плей-офф | Серия плей-офф |
| Сезон                                                                                    | Команда      | GP               | GS               | MPG              | FG%              | 3P%              | FT%              | RPG              | APG              | SPG              | BPG              | PPG              | GP             | GS             | MPG            | FG%            | 3P%            | FT%            | RPG            | APG            | SPG            | BPG            | PPG            |
| ---------------------------------------------------------------------------------------- | ------------ | ---------------- | ---------------- | ---------------- | ---------------- | ---------------- | ---------------- | ---------------- | ---------------- | ---------------- | ---------------- | ---------------- | -------------- | -------------- | -------------- | -------------- | -------------- | -------------- | -------------- | -------------- | -------------- | -------------- | -------------- |
| 2017/18                                                                                  | Голден Стэйт | 57               | 13               | 14,2             | 62,7             | 0,0              | 68,2             | 3,6              | 1,8              | 0,6              | 1,0              | 4,6              | 17             | 0              | 10,2           | 53,1           | 0,0            | 50,0           | 2,8            | 0,9            | 0,4            | 0,5            | 2,4            |
| 2018/19                                                                                  | Голден Стэйт | 68               | 3                | 11,6             | 51,6             | 0,0              | 61,0             | 2,7              | 1,1              | 0,3              | 0,8              | 3,3              | 15             | 2              | 7,0            | 54,8           | -              | 70,0           | 1,3            | 0,7            | 0,3            | 0,5            | 2,7            |
| 2019/20                                                                                  | Миннесота    | 27               | 0                | 8,7              | 53,3             | 22,2             | 58,6             | 2,9              | 0,5              | 0,1              | 0,4              | 3,1              | Не участвовал  | Не участвовал  | Не участвовал  | Не участвовал  | Не участвовал  | Не участвовал  | Не участвовал  | Не участвовал  | Не участвовал  | Не участвовал  | Не участвовал  |
| 2019/20                                                                                  | Мемфис       | 2                | 0                | 10,7             | 42,9             | 66,7             | 100,0            | 1,5              | 1,0              | 0,5              | 0,0              | 5,0              | Не участвовал  | Не участвовал  | Не участвовал  | Не участвовал  | Не участвовал  | Не участвовал  | Не участвовал  | Не участвовал  | Не участвовал  | Не участвовал  | Не участвовал  |
| 2020/21                                                                                  | Вашингтон    | 5                | 1                | 13,4             | 35,0             | 0,0              | -                | 3,8              | 1,0              | 0,6              | 0,6              | 2,8              | Не участвовал  | Не участвовал  | Не участвовал  | Не участвовал  | Не участвовал  | Не участвовал  | Не участвовал  | Не участвовал  | Не участвовал  | Не участвовал  | Не участвовал  |
| 2020/21                                                                                  | Голден Стэйт | 1                | 0                | 14,7             | 0,0              | -                | 50,0             | 5,0              | 2,0              | 0,0              | 2,0              | 1,0              | Не участвовал  | Не участвовал  | Не участвовал  | Не участвовал  | Не участвовал  | Не участвовал  | Не участвовал  | Не участвовал  | Не участвовал  | Не участвовал  | Не участвовал  |
| 2021/22                                                                                  | Чикаго       | 1                | 0                | 2,0              | -                | -                | -                | 1,0              | 0,0              | 1,0              | 0,0              | 0,0              | Не участвовал  | Не участвовал  | Не участвовал  | Не участвовал  | Не участвовал  | Не участвовал  | Не участвовал  | Не участвовал  | Не участвовал  | Не участвовал  | Не участвовал  |
|                                                                                          | Всего        | 161              | 17               | 12,0             | 55,2             | 20,0             | 63,6             | 3,1              | 1,2              | 0,4              | 0,8              | 3,7              | 32             | 2              | 8,7            | 54,0           | 0,0            | 58,3           | 2,1            | 0,8            | 0,3            | 0,5            | 2,6            |
| Наведите курсор мыши на аббревиатуры в заголовке таблицы, чтобы прочесть их расшифровку. |              |                  |                  |                  |                  |                  |                  |                  |                  |                  |                  |                  |                |                |                |                |                |                |                |                |                |                |                |

### Статистика в Джи-Лиге
| Сезон                                                                                    | Команда             | Регулярный сезон | Регулярный сезон | Регулярный сезон | Регулярный сезон | Регулярный сезон | Регулярный сезон | Регулярный сезон | Регулярный сезон | Регулярный сезон | Регулярный сезон | Регулярный сезон | Серия плей-офф | Серия плей-офф | Серия плей-офф | Серия плей-офф | Серия плей-офф | Серия плей-офф | Серия плей-офф | Серия плей-офф | Серия плей-офф | Серия плей-офф | Серия плей-офф |
| Сезон                                                                                    | Команда             | GP               | GS               | MPG              | FG%              | 3P%              | FT%              | RPG              | APG              | SPG              | BPG              | PPG              | GP             | GS             | MPG            | FG%            | 3P%            | FT%            | RPG            | APG            | SPG            | BPG            | PPG            |
| ---------------------------------------------------------------------------------------- | ------------------- | ---------------- | ---------------- | ---------------- | ---------------- | ---------------- | ---------------- | ---------------- | ---------------- | ---------------- | ---------------- | ---------------- | -------------- | -------------- | -------------- | -------------- | -------------- | -------------- | -------------- | -------------- | -------------- | -------------- | -------------- |
| 2017/18                                                                                  | Санта-Круз Уорриорз | 1                | 1                | 28,2             | 77,8             | -                | -                | 6,0              | 5,0              | 0,0              | 1,0              | 14,0             | Не участвовал  | Не участвовал  | Не участвовал  | Не участвовал  | Не участвовал  | Не участвовал  | Не участвовал  | Не участвовал  | Не участвовал  | Не участвовал  | Не участвовал  |
| 2020/21                                                                                  | Эри Бэйхокс         | 7                | 7                | 27,4             | 80,6             | 33,3             | 72,7             | 9,3              | 3,3              | 1,3              | 2,0              | 17,6             | 1              | 0              | 10,5           | 100,0          | -              | 0,0            | 2,0            | 2,0            | 1,0            | 1,0            | 6,0            |
| 2021/22                                                                                  | Санта-Круз Уорриорз | 11               | 11               | 27,6             | 56,0             | 12,5             | 77,8             | 11,7             | 3,4              | 1,0              | 1,5              | 10,6             | Не участвовал  | Не участвовал  | Не участвовал  | Не участвовал  | Не участвовал  | Не участвовал  | Не участвовал  | Не участвовал  | Не участвовал  | Не участвовал  | Не участвовал  |
| 2021/22                                                                                  | Форт-Уэйн Мэд Энтс  | 21               | 19               | 31,9             | 62,7             | 47,8             | 64,9             | 10,6             | 4,9              | 2,0              | 2,4              | 13,5             | Не участвовал  | Не участвовал  | Не участвовал  | Не участвовал  | Не участвовал  | Не участвовал  | Не участвовал  | Не участвовал  | Не участвовал  | Не участвовал  | Не участвовал  |
| 2023/24                                                                                  | Индиана Мэд Энтс    | 39               | 19               | 25,4             | 60,5             | 33,3             | 67,9             | 7,6              | 4,1              | 1,3              | 2,6              | 11,3             | Не участвовал  | Не участвовал  | Не участвовал  | Не участвовал  | Не участвовал  | Не участвовал  | Не участвовал  | Не участвовал  | Не участвовал  | Не участвовал  | Не участвовал  |
|                                                                                          | Всего               | 79               | 57               | 27,7             | 62,9             | 35,5             | 68,9             | 9,1              | 4,1              | 1,4              | 2,3              | 12,4             | 1              | 0              | 10,5           | 100,0          | -              | 0,0            | 2,0            | 2,0            | 1,0            | 1,0            | 6,0            |
| Наведите курсор мыши на аббревиатуры в заголовке таблицы, чтобы прочесть их расшифровку. |                     |                  |                  |                  |                  |                  |                  |                  |                  |                  |                  |                  |                |                |                |                |                |                |                |                |                |                |                |

### Статистика в NCAA
| Сезон | Команда | Conf   | Class | GP  | GS | MPG  | FG%  | 3P%  | FT%  | RPG | APG | SPG | BPG | PPG  |
| --- | ------- | ------ | ----- | --- | -- | ---- | ---- | ---- | ---- | --- | --- | --- | --- | ---- |
| 2014/15 | Орегон  | Pac-12 | FR    | 35  | 20 | 23,7 | 59,7 |      | 52,4 | 6,1 | 1,3 | 0,8 | 2,7 | 5,1  |
| 2015/16 | Орегон  | Pac-12 | SO    | 31  | 4  | 20,5 | 57,6 | 0,0  | 51,9 | 5,3 | 1,2 | 1,1 | 1,7 | 6,8  |
| 2016/17 | Орегон  | Pac-12 | JR    | 39  | 38 | 28,8 | 63,6 | 21,4 | 70,1 | 8,8 | 1,8 | 1,3 | 2,3 | 10,9 |
| Всего | Всего   | Всего  | Всего | 105 | 62 | 24,7 | 61,0 | 18,8 | 63,0 | 6,8 | 1,5 | 1,1 | 2,2 | 7,8  |
| Наведите курсор мыши на аббревиатуры в заголовке таблицы, чтобы прочесть их расшифровку Статистика приведена с сайта sports-reference.com |         |        |       |     |    |      |      |      |      |     |     |     |     |      |

### Статистика в других лигах
| Сезон | Команда                 | Лига                  | GP | GS | MPG  | FG%  | 3P%  | FT%  | RPG | APG | SPG | BPG | PFL | TOV | PPG  |
| --- | ----------------------- | --------------------- | -- | -- | ---- | ---- | ---- | ---- | --- | --- | --- | --- | --- | --- | ---- |
| 2022/23 | Гуанчжоу Лунг Лайонс    | КБА                   | 44 | 42 | 24,7 | 59,8 | 32,3 | 74,5 | 8,9 | 3,3 | 2,0 | 2,0 | 1,5 | 2,5 | 10,7 |
| 2023/24 | Все клубы               | Все лиги              | 40 | 22 | 20,8 | 54,4 | 22,5 | 87,3 | 7,2 | 4,1 | 1,0 | 1,4 | 1,7 | 2,1 | 9,8  |
| 2023/24 | Гуандун Саузерн Тайгерс | КБА                   | 18 | 0  | 12,8 | 55,8 | 30,0 | 83,3 | 5,1 | 3,3 | 0,8 | 0,9 | 0,8 | 1,7 | 7,2  |
| 2023/24 | Леонес де Понсе         | Чемпионат Пуэрто-Рико | 22 | 22 | 27,4 | 53,7 | 20,0 | 89,4 | 8,9 | 4,8 | 1,1 | 1,8 | 2,3 | 2,4 | 12,0 |
| Всего | Всего                   | Всего                 | 84 | 64 | 22,9 | 57,2 | 26,8 | 80,0 | 8,1 | 3,7 | 1,5 | 1,7 | 1,6 | 2,3 | 10,3 |
| В КБА | В КБА                   | В КБА                 | 62 | 42 | 21,3 | 58,9 | 31,7 | 76,3 | 7,8 | 3,3 | 1,7 | 1,7 | 1,3 | 2,3 | 9,7  |
| Наведите курсор мыши на аббревиатуры в заголовке таблицы, чтобы прочесть их расшифровку Статистика приведена с сайта basketball.realgm.com |                         |                       |    |    |      |      |      |      |     |     |     |     |     |     |      |